# Український Православний Вісник
«Украї́нський Правосла́вний Вісни́к» (англ. «Ukrainian Orthodox Herald») — двомовний українсько-англійський ілюстрований квартальник, орган Української Православної Церкви в Америці.
Виходить з 1935 у Нью-Йорку (до 1967 неперіодично під назвою «Український Вісник»). Редактор о. І. Ткачук. Містить інформації з життя Церкви, статті на релігійно-церковні й загально-культурні теми.